# Religion (revue)
Religion est une revue universitaire à comité de lecture dans le domaine des études religieuses, éditée par les chercheurs en histoire religieuse Michael Stausberg et Steven Engler . Elle est fondée en 1971 et entretient des liens étroits avec le programme d'études religieuses de l'Université de Lancaster. Ce programme est fondé et présidé par Ninian Smart, et il dirige le premier comité de rédaction. Quatre sociétés publient la revue au fil des ans : Oriel Press (1971-72), Routledge (1973-80), Academic Press (1981-2000), Elsevier (2001-2010) et actuellement Routledge (2010-présent).

## Publications
Religion publie des travaux universitaires sur toutes les questions d'études religieuses, y compris l'histoire, la littérature, la pensée, la pratique, la culture matérielle et les institutions de traditions religieuses particulières, sous diverses perspectives telles que les sciences sociales, humanistes, cognitives, économiques, géographiques, etc (à l'exclusion des travaux qui relèvent uniquement des domaines de la théologie ou de la philosophie de la religion),. La revue compte des rédacteurs européens et nord-américains (actuellement Michael Stausberg et Steven Engler ) et un comité de rédaction multinational. 